# Motor Wankel

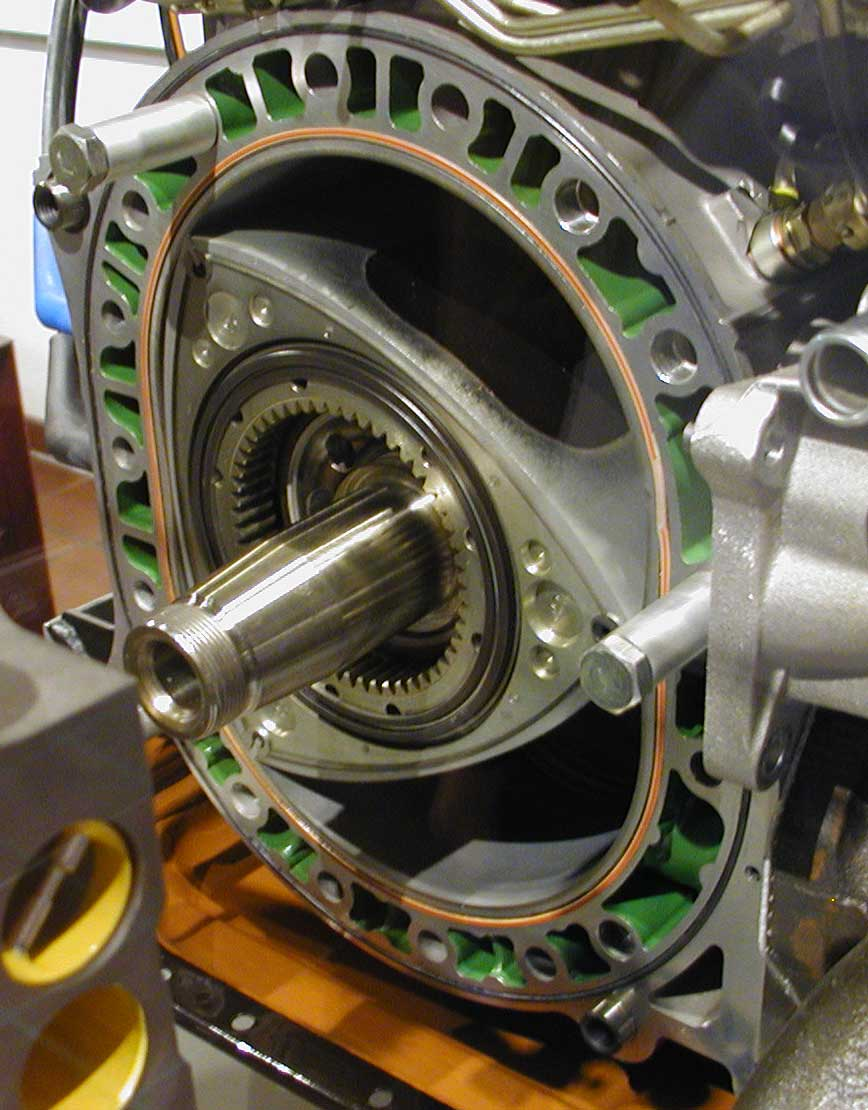
Motorul Wankel, în Deutsches Museum din München, Germania

Motorul Wankel este un tip de motor cu ardere internă inventat de inginerul german Felix Wankel, la care mișcarea de rotație se obține nu printr-un mecanism bielă-manivelă, ci cu ajutorul unui piston rotativ de formă triunghiulară.
În comparație cu motorul cu ardere internă cu piston, avantajele motorului Wankel sunt compactitatea și vibrațiile mai reduse. Dezavantajele acestui motor sunt randamentul mai mic, ceea ce duce la un consum de combustibil mai mare pentru aceeași putere furnizată, emisia sporită de poluați, ceea ce duce la necesitatea instalațiilor de denoxare mai complexe și uzinarea și întreținerea pretențioase, deci mai scumpe.

## Funcțiune

Ciclul Wankel

La motorul Wankel ciclul de patru timpi se desfășoară în spațiul dintre interiorul unui cilindru de formă aproximativ ovală și un rotor similar ca formă triunghiului Reuleaux, cu deosebirea că laturile sunt mai aplatizate.
Forma rotorului este rezultatul unei minimizări în volum a camerei de ardere și a maximizării raportului de compresie. Curba simetrică ce conectează două vârfuri ale rotorului e maximizată spre exterior, cu condiția că nu poate să atingă cilindrul la orice unghi de rotație.
Arborele cardanic central,
numit și „Arbore de tip E” trece prin centrul rotorului și este susținut de rulmenți fixați. La vârfuri, rotorul este izolat, astfel încât se formează trei camere de ardere mobile. Rotorul se rotește în sensul acelor de ceasornic pe propria sa axă și e controlat de o pereche de trepte de sincronizare. O treaptă fixată la una din laturile rotorului este atașată la un mecanism circular care păstrează raportul de o rotație a rotorului la 3 rotații ale arborelui cardanic. Forța presiunii gazului pe rotor trece direct la arbore.
Spre deosebire de un motor cu piston care are un timp în care se produce arderea la fiecare două rotații ale arborelui cotit, la motorul Wankel fiecare cameră de ardere simulează un timp pentru ardere la fiecare rotație a arborelui cardanic, sau 3 la fiecare rotație a rotorului. Astfel, puterea unui motor Wankel este în general mai mare decât a unui motor cu piston cu aceeași cilindree și decât a
unui motor cu piston cu aceleași dimensiuni fizice și masă.
Motoarele Wankel tind să ajungă la turații mai mari față de motoarele Otto de puteri similare, datorită
vibrațiilor reduse și lipsei părților mobile supuse unei  mari cantități de stres constant cum ar fi
arborele cotit, arborele cu came sau punțile de legătură, iar arborele cardanic nu este supus unui stres atât de mare. Limita superioară a turațiilor unui motor Wankel este dată de capacitatea treptelor de sincronizare. Pentru operare constantă la peste 7000 sau 8000 turații pe minut, trepte de oțel de
calitate superioară sau carbon sunt necesare. Motoarele Wankel de curse produse de Mazda depășesc cu ușurință 10000 turații pe minut, în timp ce la avioane nu se depășesc 6500-7500 de turații pe minut. Totuși, datorită faptului că presiunea gazului ajută la izolarea celor trei camere de ardere, folosirea unui motor Wankel la turații ridicate fără a le distribui la sol poate distruge motorul.
Deoarece mașinile sunt taxate în funcție de cilindree, o mașină cu motor Wankel, cum ar fi o Mazda
RX-8 cu cilindree de 1.3 litri și o putere de 268 de cai-putere este taxată la fel ca o Dacia Logan de 90 de cai putere, excluzând taxele de poluare. În cursele de mașini, pentru a păstra o egalitate relativă, un motor Wankel este echivalent cu un motor Otto cu o cilindree de la  1,5 până la de 2 ori mai mare, sau sunt interzise cu totul.

Ciclul Wankel

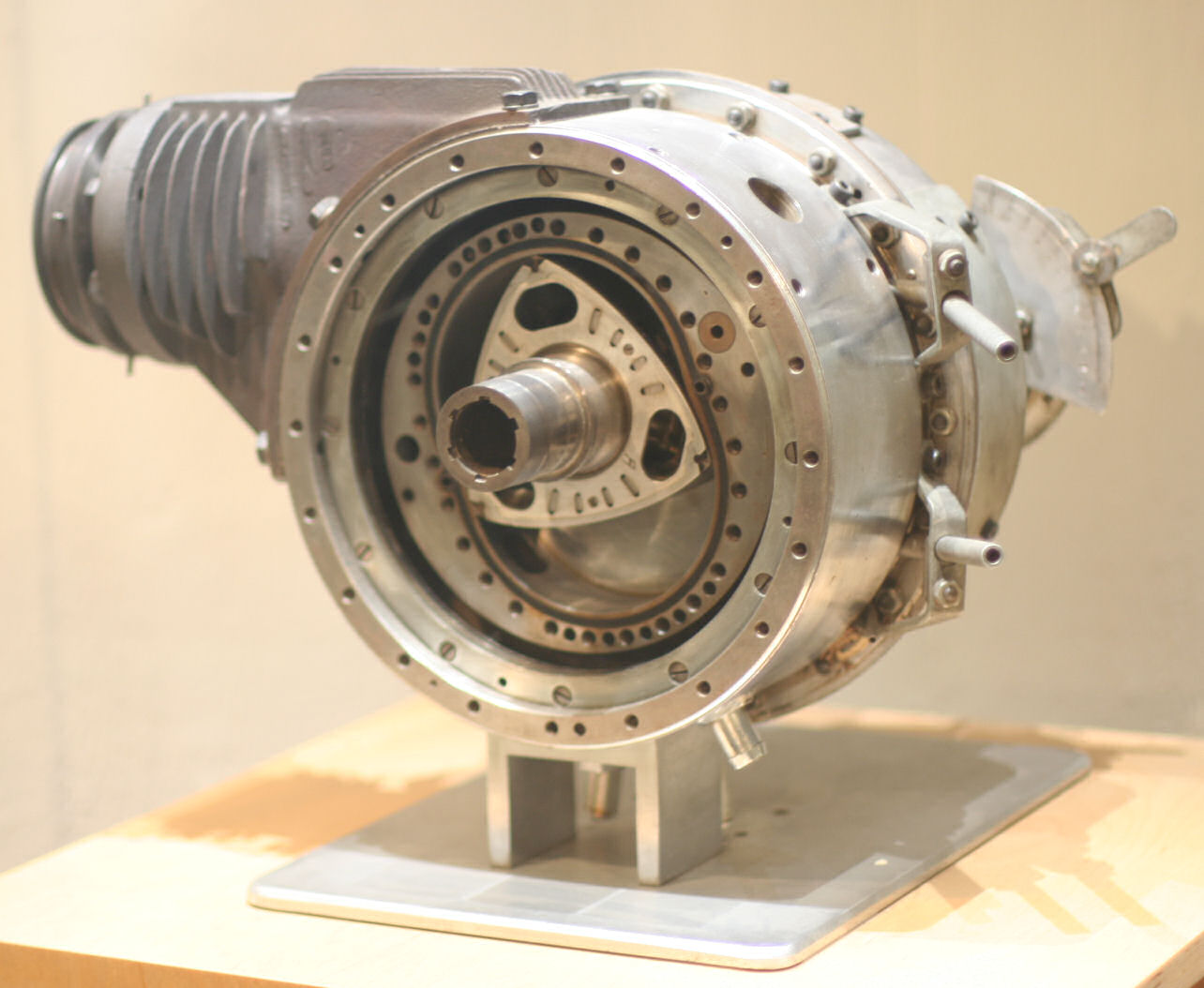
DKM 54

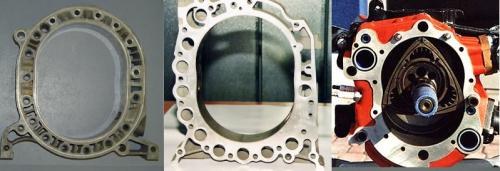

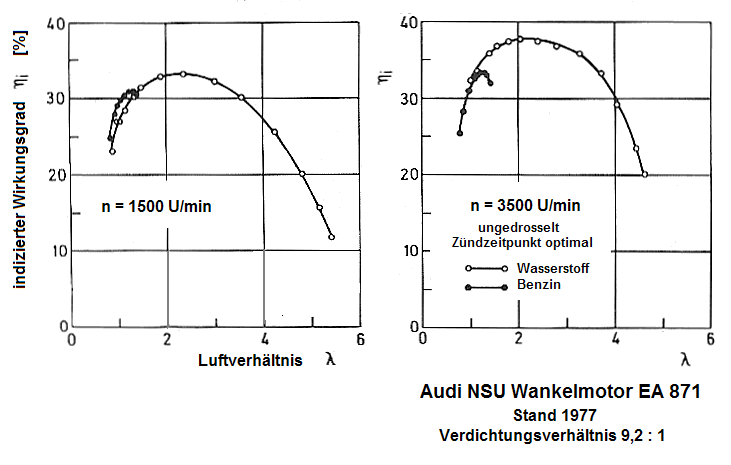
Eficacitate energetică

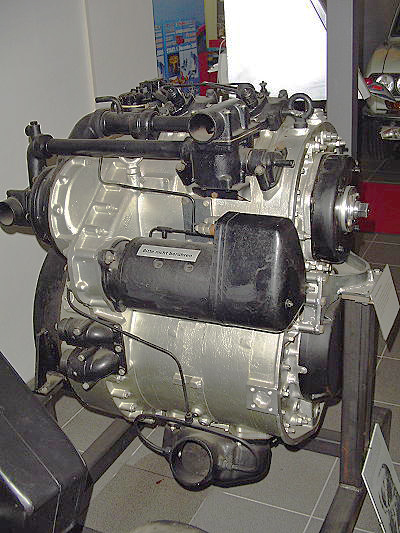
Motor Rolls Royce de tip Wankel-Diesel

## Automobilecu motor Wankel

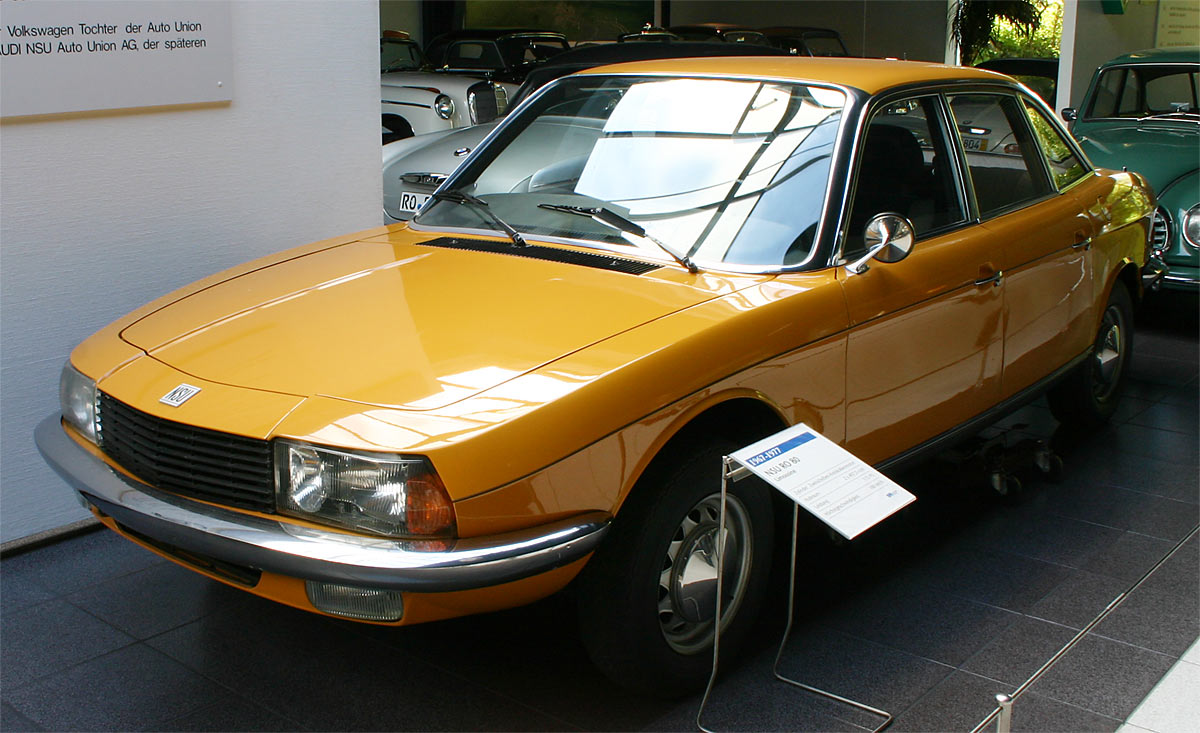
NSU Ro 80

- IFA (Trabant, Wartburg), prototipuri din 1961-1969
- NSU Wankel Spider (1964–1967)
- Ford Mustang (1965) cu Curtiss-Wright RC2-60.
- Mazda 110 S Cosmo Sport (1967–1972)
- NSU Ro 80 (1967–1977)
- Mazda R100 (1968–1975)
- Citroën M35 (1969–1971), 267 de bucăți
- Mazda R130 (1969–1972) Coupé cu motor Wankel 13A
- Mercedes-Benz C111 (prototip 1969–1971)
- Lada (1970–1990)
- Mazda RX-2 (1971–1974)
- Mazda RX-3 (1972–1977) Coupé, Limousine și Caravan.
- Mazda RX-4 (1972-1977) Coupé, Limousine și Caravan.
- Datsun 1200 (1973)
- Corvette XP-897GT (1973)
- Citroën GS Birotor (1974-1975), 847 de bucăți produse
- Mazda Rotary Pickup (1973–1977), numai în SUA
- Mazda Parkway Rotary 26 (1974–1976), primul autobuz cu motor Wankel
- Mazda Road Pacer AP (1975–1977)
- Mazda RX-5 (1975–1981)
- Audi 100 (1976–1977), ca. 25 de prototipuri
- Mazda Luce Legato (1977–1981), versiune top 929L.
- Mazda Cosmo AP RX-5 (1981-1990)
- Mazda Luce (1981-1986), versiune top 929.
- Mazda Luce (1986-1991), versiune top 929.
- Eunos Cosmo (1990-1995)
- Mazda 787B (1991), Cursa de 24 de ore de la Le Mans (câștigător)
- Mazda RX-7 (1978–2002)
- Moller Skycar, firma Moller
- Mazda RX-8 (din anul 2003)
- Mazda RX-8 HRE Hydrogen RE Hybrid Concept (2004 -)
- Mazda 5 HRE Hydrogen RE Hybrid Concept (2005 -)